# Marius Bonnet
Pour les articles homonymes, voir Bonnet.
Marius Bonnet, né le 12 octobre 1921 à Marseille et mort le 26 juillet 2003 dans la même ville, est un coureur cycliste français, professionnel de 1947 à 1956.
Ses frères Henri, Jean et Raymond ont également été coureurs cyclistes. 

## Palmarès
- 1946
  - 3e de Marseille-Toulon-Marseille
- 1948
  - 3e du Circuit des six provinces
  - 3e de Bourg-Genève-Bourg
- 1949
  - 16e étape du Tour d'Algérie
  - 2e du Circuit des villes d'eaux d'Auvergne
  - 3e de Bourg-Genève-Bourg
  - 3e de la Polymultipliée lyonnaise
- 1950
  - 1re étape du Circuit de la Côte-d'Or
  - Tour du Sud-Est :
    - Classement général
    - 3ea étape

  - 2e de la Polymultipliée lyonnaise
  - 3e de la Coupe Marcel Vergeat
  - 3e de Paris-Bourges
- 1951
  - 3e de Lyon-Grenoble-Lyon
- 1952
  - 3e du Grand Prix du Midi libre
- 1953
  - 3e de Marseille-Nice
  - 3e du Circuit du Mont-Blanc

## Résultats sur les grands tours

### Tour de France
2 participations
- 1947 : 29e
- 1948 : abandon (6e étape)